# Loliolus japonica
Loliolus japonica är en bläckfiskart som först beskrevs av William Evans Hoyle 1885.  Loliolus japonica ingår i släktet Loliolus och familjen kalmarer. Inga underarter finns listade i Catalogue of Life.